# Cevdet Sunay
Cevdet Sunay (ur. 10 lutego 1899 r. w Çaykara, zm. 22 maja 1982) – turecki generał i polityk. 
Został wybrany piątym prezydentem Turcji przez parlament tego kraju 28 marca 1966 roku. Sprawował urząd do końca siedmioletniej kadencji w roku 1973.

## Kariera wojskowa
Cevdet Sunay był absolwentem renomowanej "Wojskowej Szkoły Wyższej Kuleli". W czasie I wojny światowej, walczył na froncie palestyńskim. Aresztowany przez wojsko brytyjskie w roku 1918, spędził dwa lata jako jeniec wojenny w Egipcie. W roku 1960 został mianowany szefem sztabu Generalnego.

## Życie rodzinne
Cevdet Sunay miał trójkę dzieci z małżonką Atıfet.